# Geografía de Sierra Leona
Sierra Leona es un pequeño país de las costas occidentales de África, con una forma aproximadamente cuadrada, entre los paralelos 7 y 10 N. Sus límites son: Guinea al norte y al nordeste, Liberia al este y al sur y el Océano Atlántico al oeste y al sur.

## Datos básicos
- Extensión: 71.740 km²
- Países fronterizos: Guinea y Liberia
- Montaña más alta: Bintumani (1945 metros)

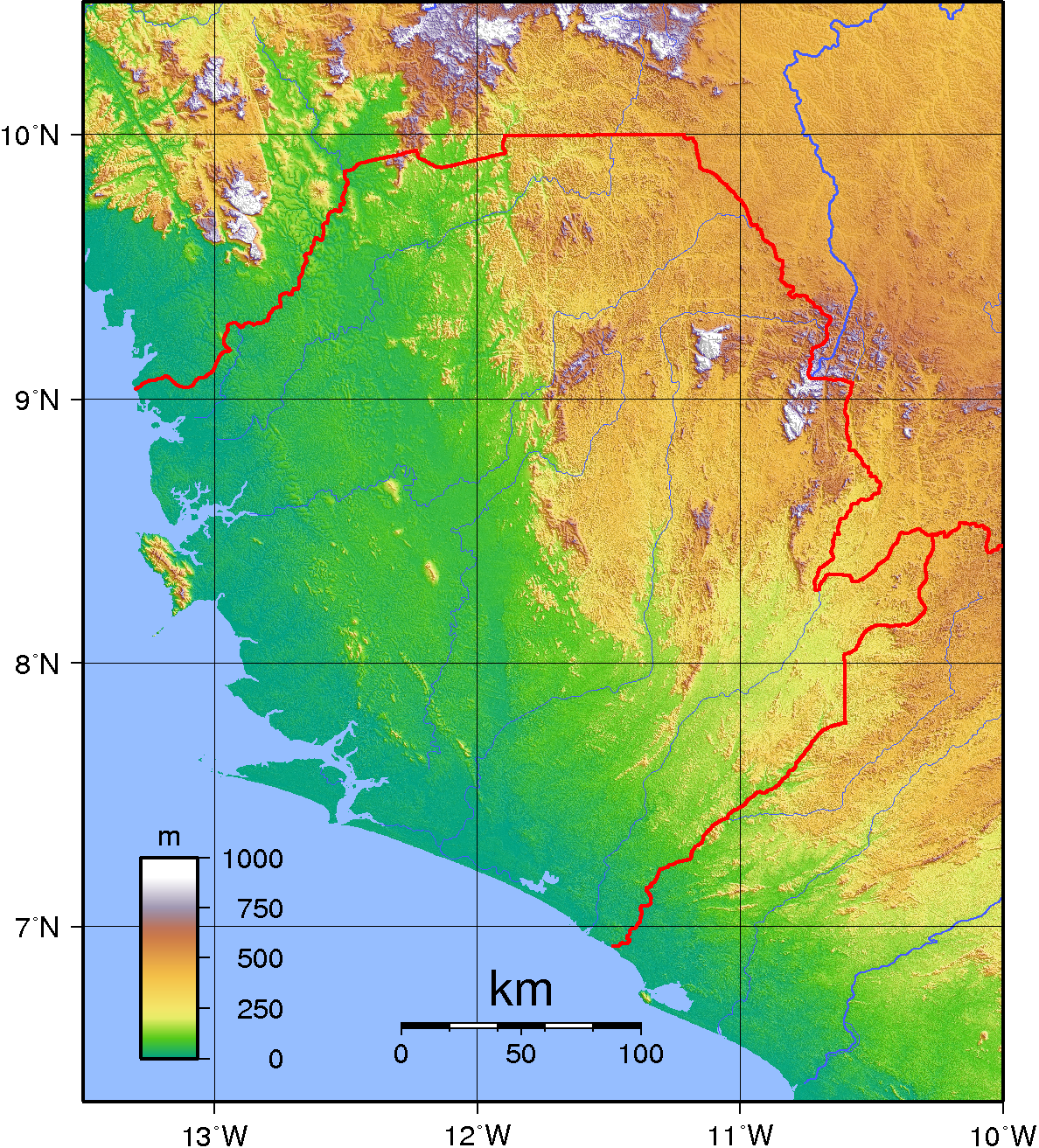
Topografía de Sierra Leona

## Relieve y biogeografía

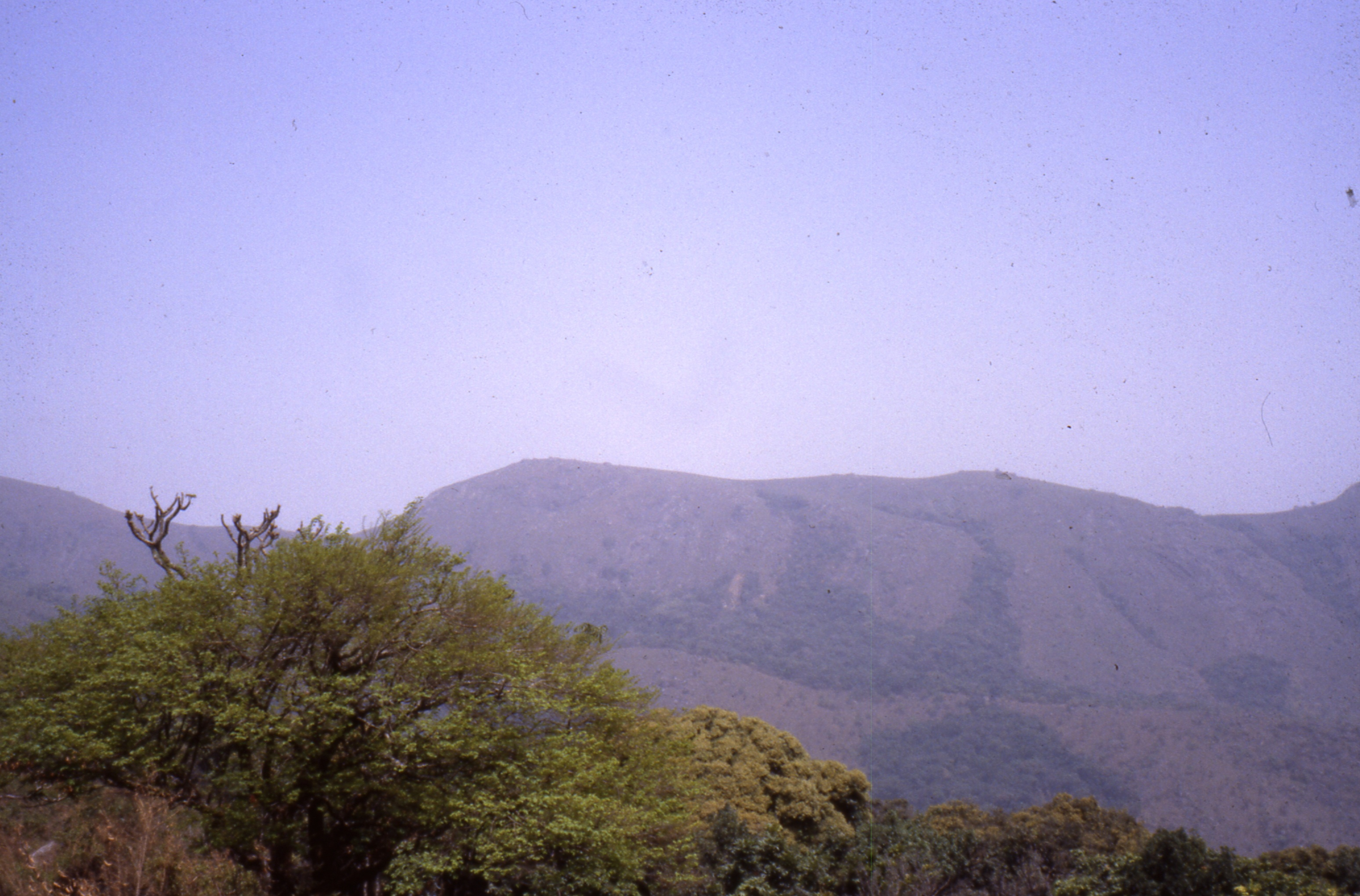
El monte Bintumani, el pico más alto de Sierra Leona, con 1.945 m.

Sierra Leona limita al sudoeste con el océano Atlántico. El país se puede dividir en cuatro regiones físicas. La costa tiene unos 400 km de longitud, detrás de ella se encuentra un cinturón de humedales, llano, de entre 8 y 50 km de anchura, que ocupa el 15 por ciento del territorio, formado por arenas y arcillas, con numerosas ensenadas y estuarios propicios para los manglares del tipo  guineano. La excepción es la península de Freetown, donde se encuentra la capital, Freetown, y una sierra cubierta de bosque que alcanza los 880 m en Picket Hill.
Las tierras que siguen a la costa son llanuras y mesetas cubiertas de bosques, arbustos y tierras cultivadas. Las llanuras ocupan el 43 por ciento del país y oscilan entre 40 m de altitud al oeste y 200 m al este. Tanto en la zona costera como en las llanuras existen unas áreas pantanosas conocidas como bolilands, que se inundan en época de lluvias y se secan en época seca permitiendo crecer únicamente la hierba. En el nordeste y el sudeste, las mesetas, de 300 a 700 m de altitud, con colinas y escarpes, ocupan el 22 por ciento del territorio, alcanzando su máxima altitud en el domo granítico del monte Bintumani, en las aisladas montañas Loma, con 1.945 m de altura, seguido de las montañas Tingi, que alcanzan los 1.853 m.

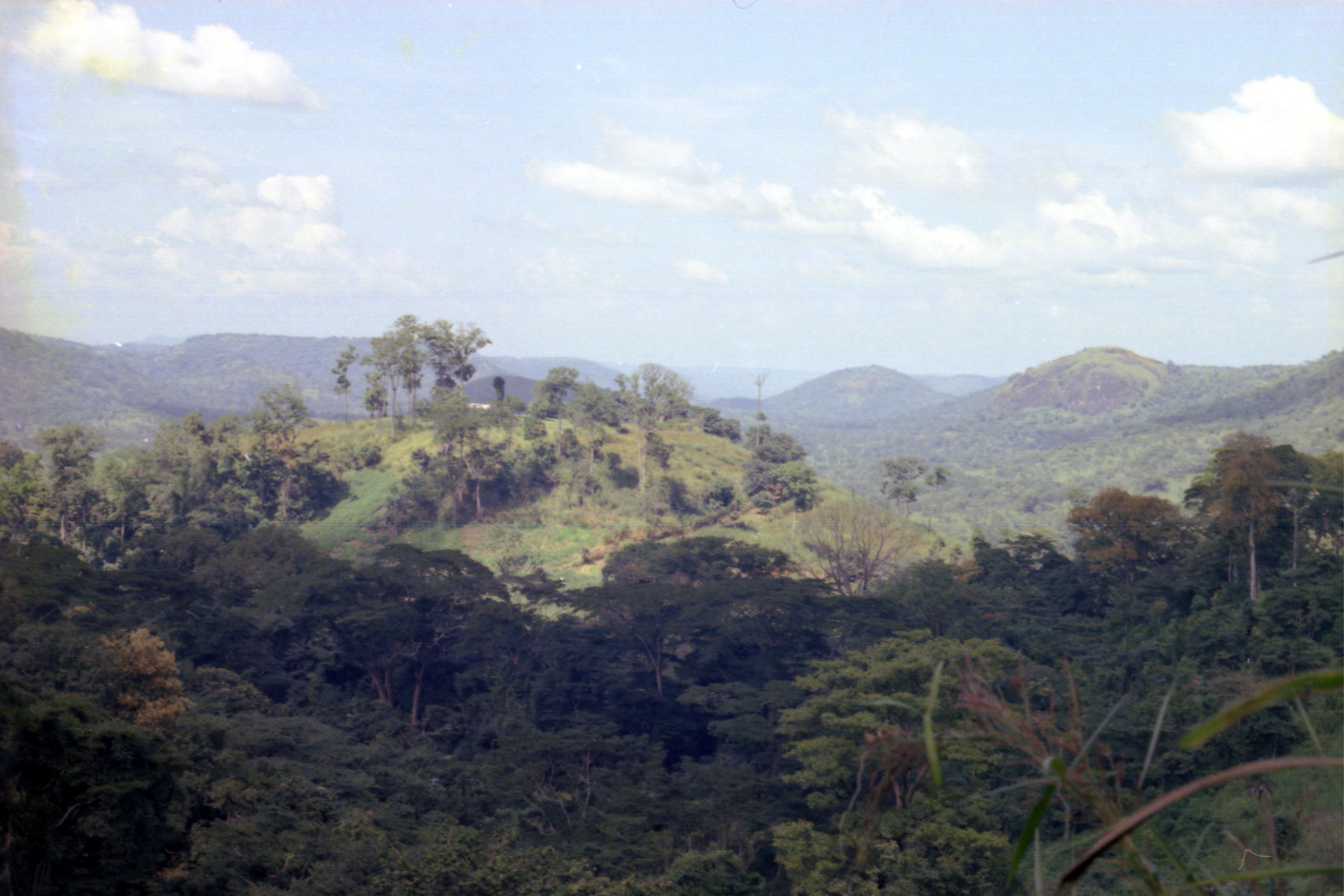
Montañas Wara Wara en el norte de Sierra Leona, cerca de Bafodia.

La región norte del país está considerada parte del cinturón tropical del mosaico de selva y sabana de Guinea. En el distrito de Koinadugu, en el noroeste, se encuentran las montañas Wara Wara, un conjunto de rocas ígneas y metamórficas que sobresalen por encima de un entorno cubierto de matorrales. Estas montañas son objeto de creencias particulars centradas en la ciudad de Kabala (Sierra Leona), donde se dice que quien quiera ser el jefe tiene que entrar en una cueva determinada, y también que las mujeres que quieran quedar embarazadas tienen que tocar una piedra traída de las montañas por una anciana. En 1960 se creó en estas montañas una reserva forestal que se ha ido reduciendo desde entonces por el avance de la agricultura. Las montañas alcanzan los 1000 m de altura y están dominadas por una sabana arbolada dominada por la hierba elefante, con bosques de galería en los valles.

### Geología
Los suelos son graníticos con una delgada capa de laterita que le da el característico color rojizo. Sierra Leona puede dividirse en dos unidades estratigráficas mayores. la parte oriental pertenece al cratón precámbrico de África Occidental, consistente en rocas muy metamorfizadas y gneis granítico, incluyendo una visible capa de rocas metamórficas conocidas como esquistos de Kambui, en las montañas del mismo nombre. La zona occidental contiene elementos de un cinturón orogénico llamado las Rokelides, que fue deformado durante el acontecimiento tectónico termal panafricano, hace unos 550 millones de años. El cinturón costero está formado por sedimentos recientes del Pleistoceno. El cinturón tectónico termal de las Rokelides se extiende a lo largo de unos 600 km desde Senegal, a través de Guinea y Sierra Leona por la costa hasta Liberia, y se formó como un aulacógeno, una cuenca de apertura formada dentro de una placa oblicua a la tendencia principal del cinturón de pliegues de África Occidental. Consiste en diversos tipos de gneis y granitos como la charnockita.

## Clima

Clasificación de Köppen del clima de Sierra Leona. La zona azul oscura es clima monzónico. La zona más clara, tropical de sabana.

El clima es tropical, aunque podría clasificarse como clima monzónico, pero también como un clima de transición entre clima ecuatorial y clima tropical de sabana.
Hay dos estaciones que determinan el ciclo de la agricultura: una estación de las lluvias de mayo a noviembre, y otra seca de diciembre a mayo, que incluye el viento harmatán cuando los vientos secos soplan desde el desierto del Sahara y la temperatura nocturna baja hasta los 19.oC. La temperatura media es de 27.oC y varía de los 25.oC a los 29.oC durante el año.
La media de lluvias es muy alta en la costa, en Freetown caen 2.945 mm en 152 días, pero no llueve prácticamente entre noviembre y mayo, en cambio en julio y agosto se superan los 700 mm con 27 días de lluvia cada mes. Las temperaturas apenas varían, con un ligero refrescamiento con las grandes lluvias.

## Ríos

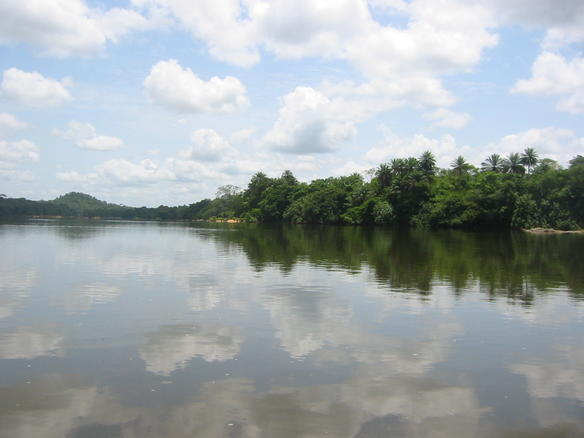
Santuario de la Vida Salvaje de la Isla Tiwai en el río Moa, en el sur de Sierra Leona.

En Sierra Leona hay cinco cuencas fluviales importantes, que fluyen de nordeste a sudoeste, y varias cuencas más pequeñas. De oeste a este, el río Great Scarcies (270 km, de los que 40 km como río Kolenté, en Guinea, y 101 km con frontera entre los dos países; el río Little Scarcies (280 km), también nace en Guinea, donde se llama río Kaba); el río Rokel (386 km), también conocido como Seli, desemboca en el estuario de Freetown, donde se convierte en el río Sierra Leona (40 km y una anchura de 6 a 16 km), con dos puertos importantes, Freetown y Pepel; el río Jong (249 km), también llamado Taia; el río Sewa (240 km, que se une al río Waanje antes de desembocar y circula paralelo a la costa hacia el oeste hasta el estrecho de Sherbro, y el río Moa (425 km), que desemboca cerca de Sulima. El río Mano nace en Liberia, pero con su tributario, el Morro, forma 145 km de frontera con Sierra Leona.
Todos estos ríos nacen en el norte del país, cerca o en las montañas de Guinea, y desembocan en el océano Atlántico. A lo largo de su recorrido, algunos cambian de nombre varias veces. Casi todos tienen rápidos intermitentes que no permiten que sean navegables.
Entre los ríos más pequeños figuran el río Lokko, el Gbangbaia, los Rhibbi Thauka y el Sherbro.

## Vegetación y fauna

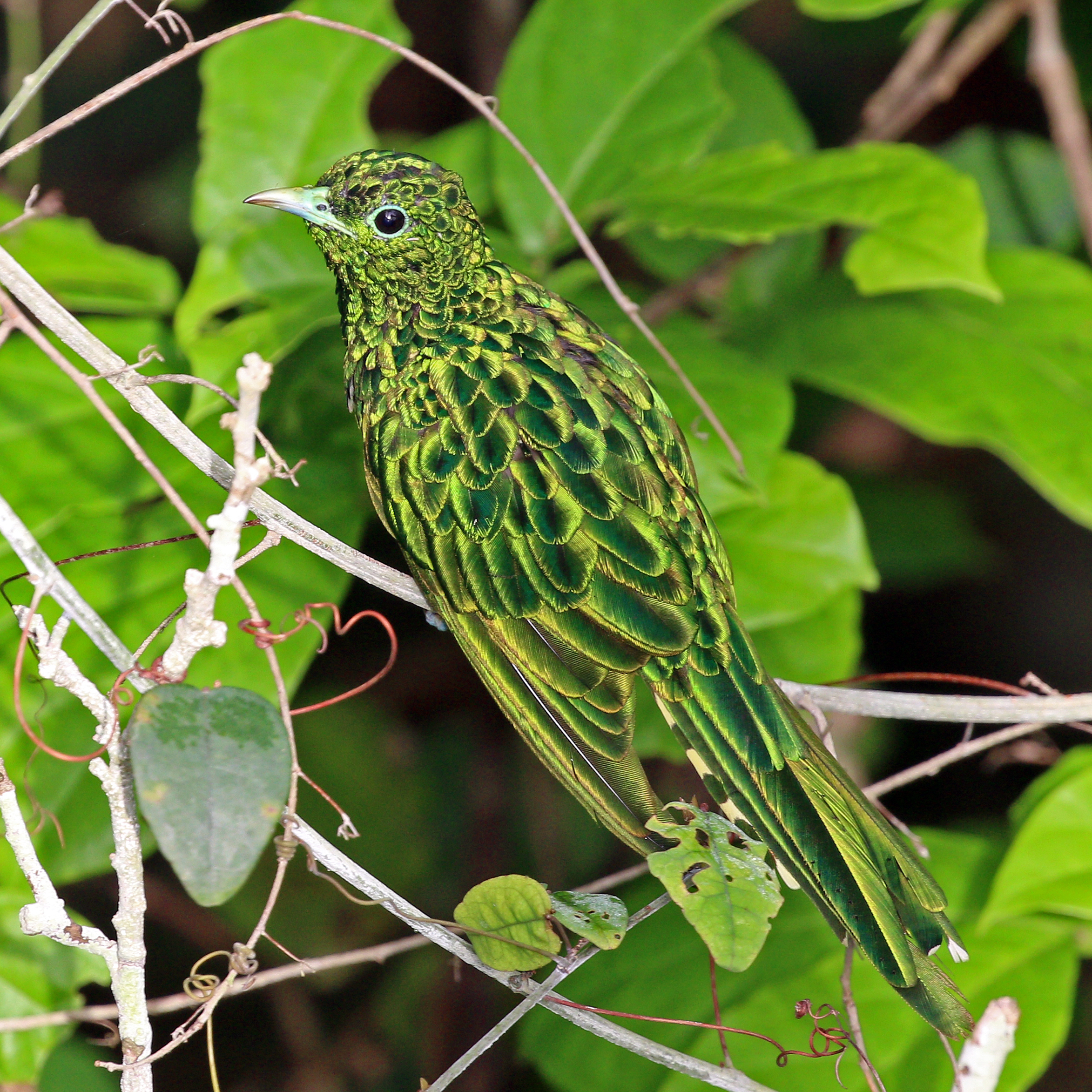
Cuco esmeralda africano, presente en los bosques de Sierra Leona

La distribución de la vegetación ha sido muy influenciada por la actividad humana. La cubierta boscosa original sobrevive únicamente en las reservas del monte Gola, en el sudeste, donde hay un parque nacional que hace frontera con Liberia. El bosque original, había especies de gran valor como la teca africana o iroko y la caoba. El resto está dominado por el bosque secundario en el que predominan otras especies resistentes al fuego, como las palmeras. La sabana prevalece hacia el norte, a medida que disminuyen las lluvias, favorecida por la quema y el pastoreo, con pequeñas áreas de sabana típica, de pastos altos del tipo tussok y árboles bajos y dispersos, y otro tipo de sabana derivada de la tala forestal, con pastos altos y árboles resistentes al fuego. En la costa hay manglares residuales, sobre todo en las áreas mareales de los estuarios de los ríos, con presencia de Raphia vinifera, un tipo de palmera.
La fauna se vio gravemente afectada durante la guerra civil de 1991-2002, que permitió cazar libremente todo tipo de animales, como elefantes, leones, hienas, leopardos o búfalos, que no se ven fuera de las áreas protegidas. En los bosques hay chimpancés. Los potamoqueros y los antílopes se distribuyen más ampliamente. En los ríos hay cocodrilos e hipopótamos enanos y manatíes. En la costa hay atunes, barracudas, arengues, verdeles y cangrejos.

#### Los manglares

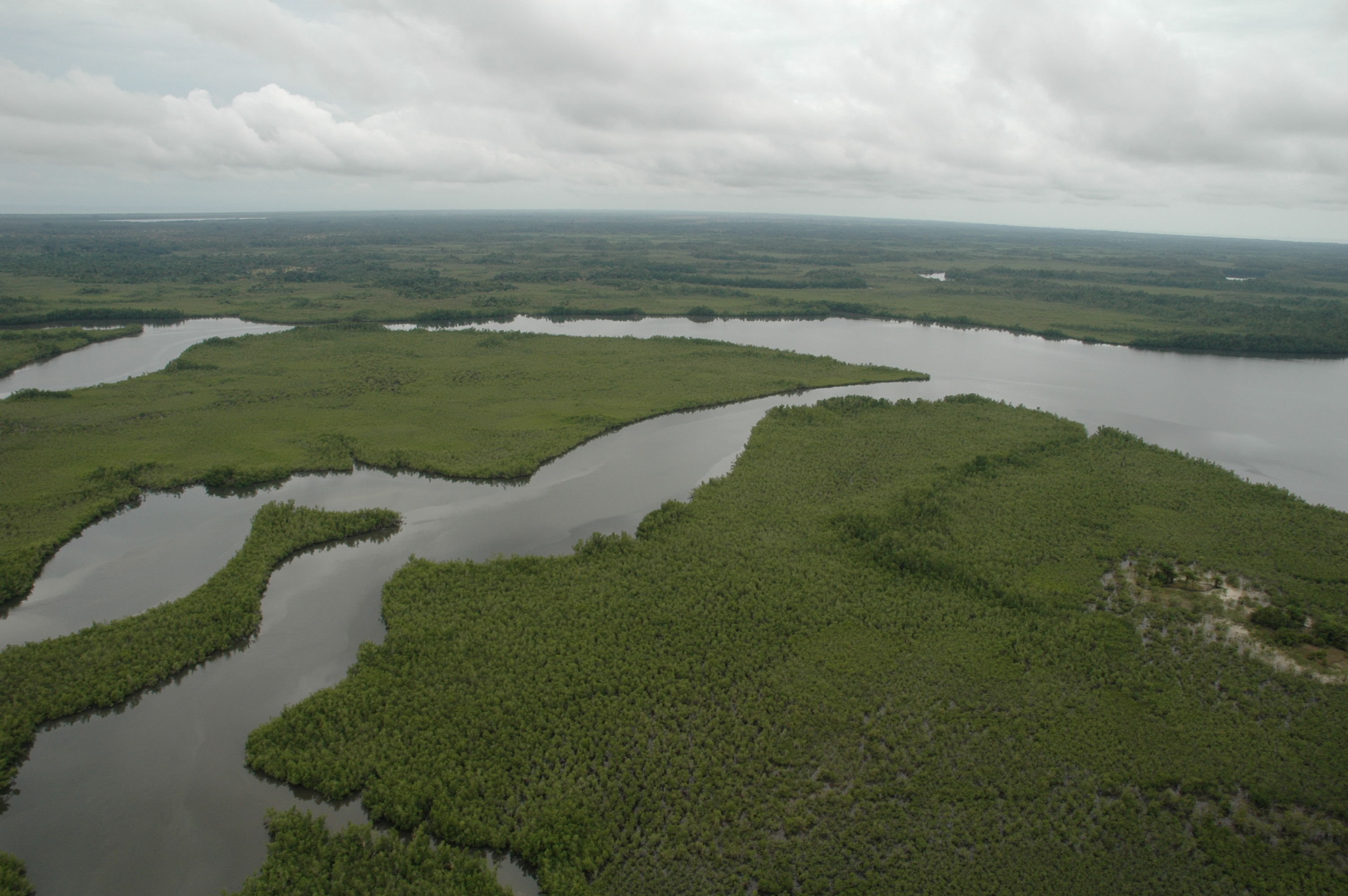
Zona de manglares de la isla Sherbro.

Los manglares se encuentran en la zona costera, en zonas de marea y en la boca de los ríos. Son frecuentes los árboles y arbustos elevados sobre las raíces de hasta 20 m de altura. A lo largo de los arroyos, los árboles son más grandes y el bosque más denso, formando bosques de galería a todos los efectos. En las zonas llanas pantanosas entre los arroyos, los árboles no son tan altos y el bosque es menos denso. Las especies dominantes son Rhizophora racemosa (mangle rojo), Rizophora mangle y Rhizophora harrisonii (mangle zapatero). El mangle rojo es pionero junto a la orilla. Los otros dos crecen en el límite de la marea, junto a Avicennia germinans (mangle blanco o negro, según el caso), Conocarpus erectus (mangle botoncillo o Zaragoza) y Laguncularia racemosa (patabán o mangle blanco). En la periferia de los manglares, crecen hierbas junto a helechos y halófitas. Los manglares se extienden hasta donde llegan las mareas corriente arriba. Donde la tierra está más consolidad y el agua dulce predomina, solo crece R. racemosa, mangle rojo, que alcanza los 35 m. Las mayores extensiones se encuentran al norte del país y los núcleos más grandes están en la bahía Yawri, los estuarios y las islas más allá de Freetown y el complejo de costa y estuarios más allá de la isla Sherbro donde se une al río Sherbro.

## Áreas protegidas

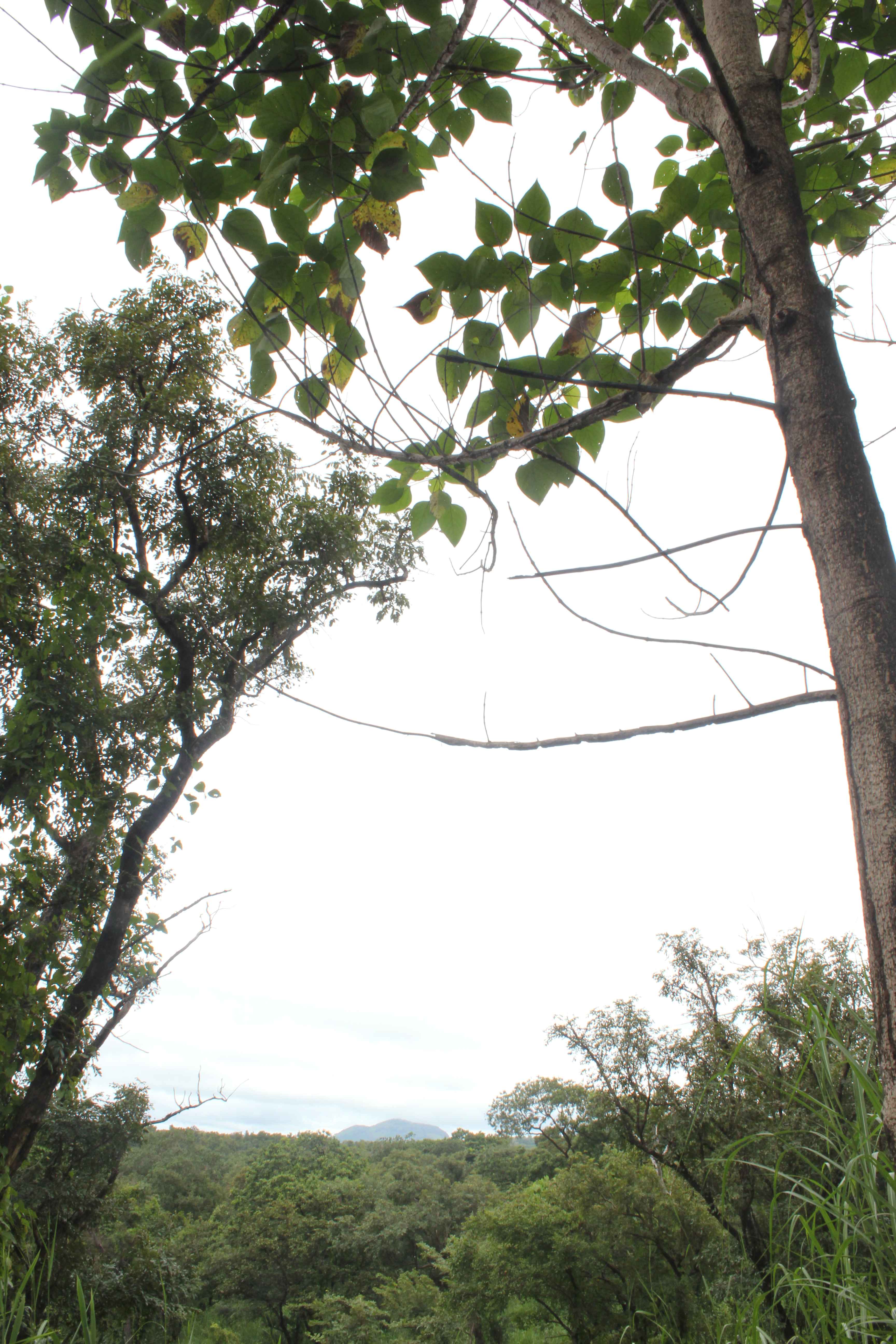
Montañas Outamba, en Sierra Leona

En Sierra Leona hay 50 áreas protegidas que cubren una extensión de 6.825 km², el 9,39% del territorio (72.709 km²), y 863 km² de áreas marinas, el 0,54% de los 160.453 km² que pertenecen al país. Hay 8 parques nacionales, 29 reservas forestales, 3 reservas naturales estrictas,1 reserva de caza, 3 reservas forestales de caza, 1 santuario de caza y 4 áreas marinas protegidas. Además, hay 1 sitio Ramsar.

#### Parques nacionales
- Parque nacional del Bosque Lluvioso de Gola, 710 km²
- Parque nacional de Outamba, 738 km²
- Parque nacional de Kilimi, 388 km²
- Parque nacional de las montañas Loma, 332 km²
- Parque nacional de las colinas Kuru, 70 km²
- Parque nacional del lago Sonfon, 52 km²
- Parque nacional de lago Mape, 75 km²

#### Reservas estrictas
- Reserva natural estricta de Mamunta-Mayoso, 20,7 km²
- Reserva natural estricta del manglar Sulima, 26 km²
- Reserva natural estricta del manglar Bonthe, 998 km²

#### Sitios Ramsar
- Estuario del río Sierra Leona, 2950 km²

#### Reservas forestales exentas de caza
- Santuario protegido de la isla Tiwai, 12 km²
- Reserva forestal de Sankan Biriwa (colinas Tingi), 119 km²
- Reserva forestal del Área Occidental, 177 km²
- Reserva de Sewa-Waanje, 100 km²
- Reserva forestal de las colinas Kangari, 85 km²

#### Áreas marinas protegidas
- Estuario del río Scarcies, 102,4 km²
- Estuario del río Sierra Leona, 249 km²
- Estuario del río Sherbro, 283 km²
- Estuario de la bahía Yawri, 196 km²

## Grupos étnicos de Sierra Leona

Grupos étnicos de Sierra Leona

En Sierra Leona, la población estimada en 2020 es de 7.976.983 habitantes, con una densidad de población de 111 hab/km². El 43,3% es urbana, y la media de edad es de 19,4 años, con una esperanza de vida de 56 años y una mortalidad infantil de 70 por mil (96,3 de menos de 5 años). La previsión es que en 2050 alcancen los 13 millones de habitantes.
Hay 18 grupos étnicos que tienen características culturales similares: sociedades secretas (poro y sande), descendencia patrilineal y métodos agrícolas. Por número de miembros son: temne (el 35,5%, en el centro y noroeste), mende (33,2%, en el este y el sur), limba (6,4%), kono (4,4%), fullah (3,4%), loko (2,9%), Koranko (2.8%), Sherbro (2.6%), Mandinga (2.4%) y Creole (1.2%, descendientes de esclavos jamaicanos liberados cerca de Freetown a finales del siglo XVIII, también llamados krio), y otros grupos (4,7%), además de un 0,3% de extranjeros que incluyen refugiados de la guerra civil de Liberia, europeos, libaneses, pakistaníes e indios, más un pequeño grupo indeterminado de un 0,2%.